# Tracey Gaudry
Tracey Gaudry, née Watson le 17 juin 1969 à Yallourn, est une coureuse cycliste australienne. Championne d'Australie sur route en 1999 et du contre-la-montre en 1995 et 2000, elle s'est classée troisième de la Coupe du monde sur route de 1999. Elle a participé aux Jeux olympiques de 1996 et de 2000.

## Palmarès
- 1995
  -  Championne d'Australie du contre-la-montre
- 1999
  -  Championne d'Australie sur route
  - Coupe du monde de Montréal (Cdm)
  - Trophée d'Or féminin :
    - Classement général

  - 1re et 4e étapes
  - Tour de Snowy
  - 3e de la Coupe du monde
  - 3e du Trophée International de Beauvois-en-Cambrésis (Cdm)
  - 3e de la Hamilton City World Cup (Cdm)
- 2000
  -  Championne d'Australie du contre-la-montre
  - 3e du championnat d'Australie du contre-la-montre
  - 2e du Tour de Snowy
  - 3e du Tour de Toona